# Donji Desinec
Donji Desinec is een plaats in de gemeente Jastrebarsko in de Kroatische provincie Zagreb. De plaats telt 844 inwoners (2001).